# Andrena kraussi
Andrena kraussi là một loài Hymenoptera trong họ Andrenidae. Loài này được Michener mô tả khoa học năm 1954.